# Calpurni Flamma
Calpurni Flamma (en llatí Calpurnius Flamma) va ser un militar romà.
Era tribú militar durant la Primera Guerra Púnica. En la marxa de l'exèrcit a Camarina (Sicília), amb 300 homes, va rescatar a un exèrcit consolar en un congost estret similar al de les Forques Caudines. Després del rescat de les legions, en una batalla on hi va haver moltes baixes, van trobar Flamma viu i cobert de ferides, sense que cap d'elles fos mortal, sota una pila de cadàvers. Va sobreviure i es va recuperar. Calpurni Flamma, conscient de la dificultat de la missió de rescat havia fer un discurs preparatori als seus homes parlant-los de la glòria que els esperava en cas de morir. Se sap que després va continuar servint en altres missions de l'exèrcit però no s'esmenten detalls. Sembla que era conegut com a Calpurni Flamma (segons Frontí) però que no era el seu nom real. Cató l'anomena Quint Cedici, i Claudi Quadrigari Laberi o Valeri. Plini el Vell diu que va ser recompensat amb la corona obsidionalis, també coneguda amb el nom de corona graminea.